# Лотаринзька романська мова
Лотаринзька романська мова — галло-романська мова з підродини ойль, яка виникла на частині історичної Лотарингії й мало використовується в наші дні. Лотаринзька мова (точніше, це є діалект лотаринзької романської мови — ґомський діалект), окрім французької Лотарингії, вклинюється на південний терен романської Бельгії, в район міста Віртон. Лотаринзькою романською деінде розмовляють в долинах Верхніх Вогезів, там ця мова зберегла деякі архаїчні риси — африкати (наприклад, tchaté замість château) та в Східних Вогезах (з боку Ельзасу). Ця мова почала занепадати з 1930 року.

## Особливості
Літера [x] традиційно вимовляється як [ch] або [s] залежно від випадку, але найчастіше це звуковий еквівалент німецької [ch] або [jota] іспанської.
У документах, які написані лотаринзькою романською мовою наприкінці 19 - на початку 20 сторіччя, той звук писався [hh]. Не представлений у літературній французькій мові, цей звук представлений у фонетиці лотаринзької романської мови грецькою літерою [χ] (khi).
Деякі приклади місцевих топонімів лотаринзькою романською мовою:
- Aumanv'lé - Amanvillers
- Circo - Circourt
- Ma-lai-tô - Mars-la-Tour
- Ronco - Roncourt